# Eivor Burbeck
Seda Eivor Burbeck, född 17 oktober 1926 i Gustav Vasa församling, Stockholm, död 19 juni 1965 i Högalids församling, Stockholm, var en svensk författare, filmare och kritiker. 

## Biografi
Burbeck studerade vid Stockholms Högskola och var under åren 1945–1951 gift med konstnären Lennart Rodhe. Hon ingick i kretsen kring författaren och filmaren Rut Hillarp, och kom genom resor bland annat i kontakt med konstlivet i Paris.
Ett återkommande tema i konstnärskapet är förhållandet mellan bildkonst, text och film. Hon publicerade sig i tidens unglitterära tidskrifter, bland annat i Utsikt och Upptakt, och gav 1954 ut en uppmärksammad diktsamling på Bonniers förlag, Skrattmåsens legeringar. Som kritiker skrev hon om konst och film i tidskrifter som Konstrevy, Filmfront, Chaplin, och i dags- och kvällstidningar som Dagens Nyheter, Stockholms-Tidningen, Expressen och Arbetarbladet.
Burbeck blev tidigt aktiv inom Svensk Experimentfilmstudio, sedermera Arbetsgruppen för film, där hon både introducerade filmer och skrev programmaterial, liksom gjorde egna filmer. 1951 gjorde hon den surrealistiskt inspirerade kortfilmen Sykadora; 1954 gjorde hon ytterligare en kortfilm, Iris, med foto av Mihail Livada och Lennart Johansson. Filmen erhöll ett hedersomnämnande vid prisutdelningen Årets smalfilm 1955.
Eivor Burbeck är begravd på Norra begravningsplatsen utanför Stockholm.